# Malacanthus latovittatus
Malacanthus latovittatus är en fiskart som först beskrevs av Lacepède, 1801.  Malacanthus latovittatus ingår i släktet Malacanthus och familjen Malacanthidae. Inga underarter finns listade i Catalogue of Life.